# 大急流城黃金
大急流城黃金（英語：Grand Rapids Gold，縮寫：GRG）是NBA G聯盟的一支美國職業籃球隊。
2020年7月29日，活塞宣布已正式從鳳凰城太陽購買了發展聯盟球隊北亞利桑那太陽，並在2021-22賽季將其專營權轉移到了底特律。還宣布，活塞和激流之間的聯盟關係將在2020-21賽季結束後終止。2021年4月27日，大急流城激流宣布與丹佛金塊達成新的附屬協議，大急流城激流更名為「大急流城黃金」。